# ديف هاربر (لاعب كرة قدم أمريكية)
ديف هاربر (بالإنجليزية: Dave Harper)‏ هو لاعب كرة قدم أمريكية أمريكي، ولد في 5 مايو 1966 في يوريكا في الولايات المتحدة.

## وصلات خارجية
- ديف هاربر على موقع مرجع كرة القدم المحترفة.كوم (الإنجليزية)